# 赤曜会
赤曜会（せきようかい）とは、大正初期に結成された日本画の研究発表会である。会員が目黒に住んでいたため目黒派とも言われる。
1914年（大正3年）12月に松本楓湖の門下生で、今村紫紅を慕う日本画家たちによって東京で発足する。紫紅は赤曜会のために、赤地に黒で「悪」と印したバッジをデザインしている。
1915年（大正4年）2月に第1回、同年の6月に第2回、11月に第3回展を東京目黒の夕日ヶ岡で開催したが、1916年（大正5年）2月に今村紫紅の死去によって活動を停止した。

## 会員
- 今村紫紅
- 速水御舟
- 牛田雞村
- 岡田壺中
- 黒田古郷
- 小山大月
- 富取風堂
- 小茂田青樹